# あおり (写真)

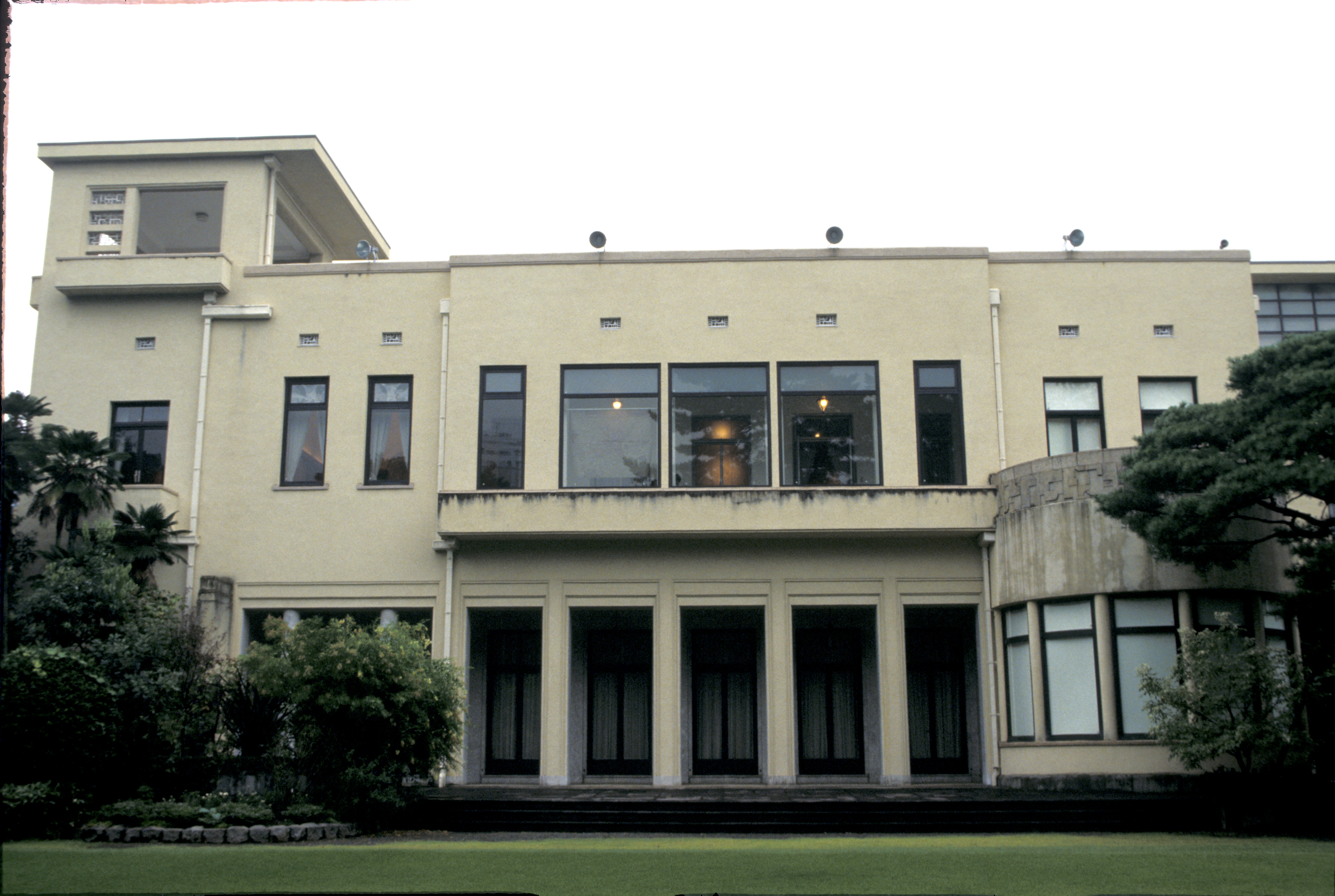
あおり無しで撮影。
ローアングル撮影のため、建物が上すぼまりに写っている

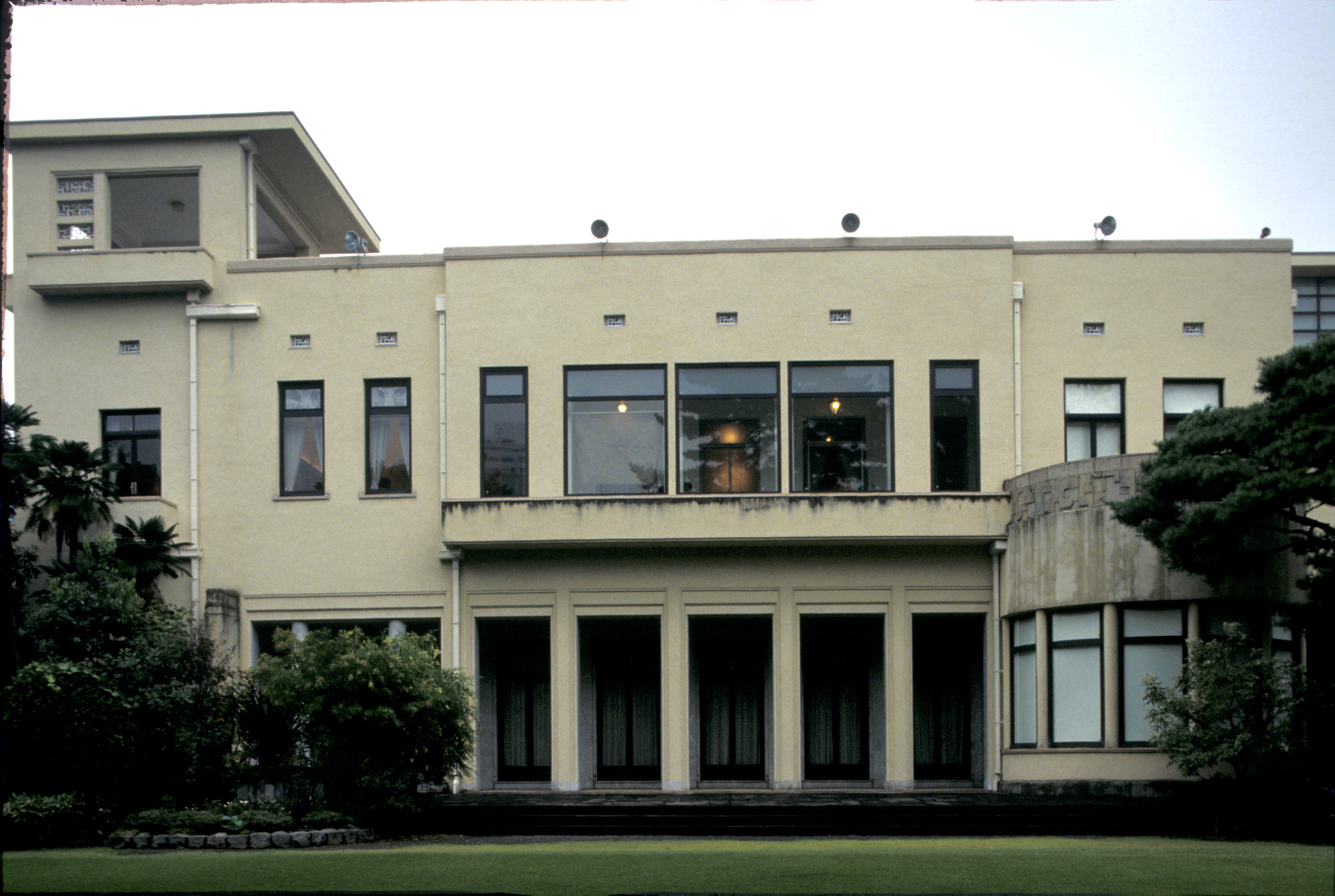
あおった状態で撮影。
レベル撮影で感光面が壁面と平行のため、建物の垂直線が平行になっている

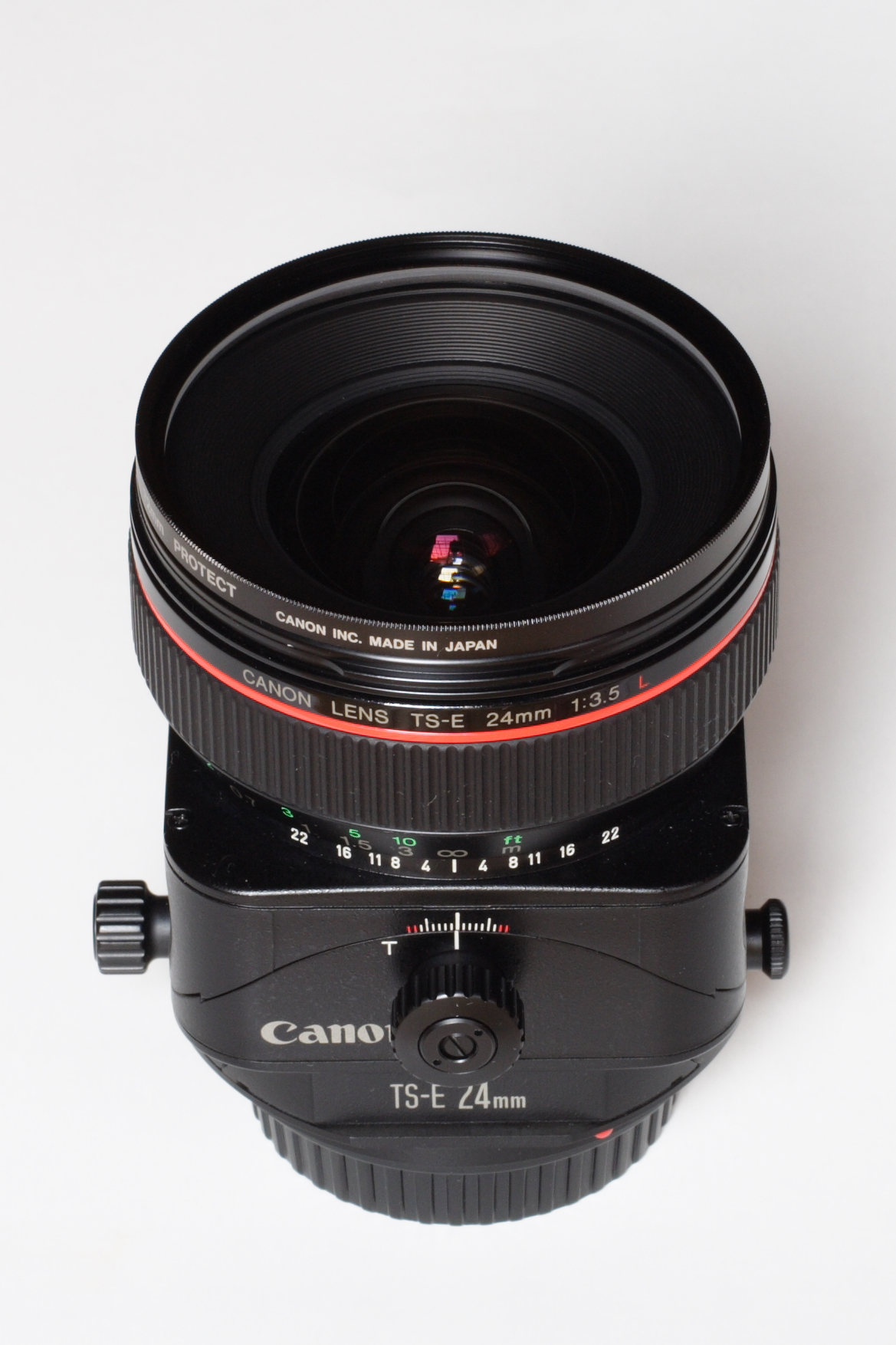
キヤノンTS-Eレンズ
一眼レフカメラ用レンズでは例が少ないシフトとティルトが両方可能であり、あおりができる一眼レフ用レンズでは初めてAE撮影に対応したレンズ

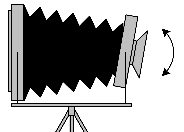
ビューカメラによるあおり操作の例（フロント・下ティルト）

あおり（煽り）とは、垂直であり、かつ中心が一致している、カメラのレンズの光軸とフィルムや撮像素子の感光面を意識的にずらしたり傾けることをいう。

## 機材
大判カメラなどのビューカメラでは標準でレンズボードやフィルムバックを操作することによってあおり撮影が可能である。一般的な一眼レフカメラではあおり撮影に対応したベローズユニット、もしくはレンズ単体であおり撮影の内の一部を可能にした専用レンズ（シフトレンズ：商品名としてはPCレンズやTSレンズなど）を使用する事であおり撮影が可能となる。（写真レンズも参照）
デジタルカメラにおいては、通常のレンズで撮影し、シフトレンズに似た効果をデジタル処理にて得ることも行われている。

## あおりの種類
あおりの種類ごとに、操作の方向によって以下のように分類されるとともに、レンズボード側での操作には「フロント」、フィルムバック側での操作には「リア」をつけて呼ぶ。
- 光軸をずらす操作（操作量を表す単位はmm）
  - ライズ（上へずらす：レンズボード側では感光面に対して光軸を上に、フィルムバック側では光軸に対して感光面を下に。以下同）
  - フォール（下へずらす）
  - 右シフト（右へずらす）
  - 左シフト（左へずらす）

通常撮影される画像はイメージサークルの中央に固定されているが、光軸をずらす操作によってイメージサークル内の（あるいは、イメージサークルからはみ出した）任意の位置の画像を撮影できる。
- 光軸を傾ける操作（操作量を表す単位は度）
  - 右スイング（感光面に対して光軸を右に傾ける：被写体に向かって、レンズボード側では右端をフィルム側に移動、フィルムバック側では右端をレンズ側に移動。以下同）
  - 左スイング（感光面に対して光軸を左に傾ける）
  - 上ティルト（感光面に対して光軸を上に傾ける）
  - 下ティルト（感光面に対して光軸を下に傾ける）

通常撮影では感光面と被写体のフォーカス面が平行であるが、光軸を傾ける操作によって感光面と平行でない任意の傾きにフォーカス面を移動させられる。
- ビューカメラではレンズボード側・フィルムバック側の各々で独立して上記の操作を行え、かつ複数の操作を自由に組み合わせて行える。フロント・フォール機能のないフィールドカメラでも、レンズとフィルムが平行になるように両方をティルトさせることで、フロント・フォールと同じ効果を得られる。単独の操作では例えばレンズボード側の10mmライズとフィルムバック側の10mmフォールは（写る範囲が多少異なるが）同じ効果が得られる。しかし操作の組み合わせによっては、レンズボード側で行うかフィルムバック側で行うかで効果が異なる。
- シフトレンズでは基本的に光軸をずらす操作のみが可能であり、一部に光軸を傾ける操作が可能なものがある（TSレンズ、TS-Eレンズ、PC-Eレンズ）。レンズの鏡筒がマウントに対して回転可能になっており、シフト操作と言いつつライズ・フォールや斜め方向に光軸をずらすことができる。ただし、光軸を傾ける機能が付いたレンズでは、通常は光軸をずらす方向と直交する方向にしか光軸を傾けられないため、ビューカメラと比較して操作の自由度は制限される。また絞りを機械的に操作するマウントのレンズでは連動機構を構成するのが難しく、AE撮影には対応していない。

## 用途
主に、遠近による被写体のゆがみを補正する場合と斜めの被写体に対して広範囲に焦点を合わせたい場合がある。
- ゆがみの補正目的では建物の商業用の写真などで用いられることが多い。高いビルなどを、地上の近い距離から撮影した場合、上に行くに従い小さくなって写るが、あおりにより遠近感を補正することができる。ビューカメラではカメラ本体を水平に構え、レンズボードを上方にシフトすることで、垂直線が平行のまま建物全体の撮影が可能となる。今日ではコンピュータ上での画像処理によっても、ほぼ同様のことができるが、水平方向の長さ（遠近の厚さ）が変わってしまう。一眼レフによる撮影時ではゆがみ補正のガイドのため、方眼入りフォーカシングスクリーンを併用することが多い。
- 斜めに位置する被写体に焦点を合わせるには、被写体が並ぶ面とフイルム面（焦点面）の中間に、延長線が一致するようにレンズボードを傾ける。この撮影方法はレンズの特性を生かしたもので、画像処理で同じ効果を得ることは不可能である。
- 逆に、平面に位置する被写体を撮影する際にあおりを行って意図的に焦点面を傾け、被写体の一部のみに焦点が合うように使用することもある。この手法を行うと、現実の風景をあたかも鉄道模型やジオラマをマクロ撮影したかのように描写することができる。この手法は特に「逆あおり」（逆ティルト撮影）と呼ばれる。